# Myrice nitida
Myrice nitida är en fjärilsart som beskrevs av W. Warren 1894. Myrice nitida ingår i släktet Myrice och familjen mätare. Inga underarter finns listade i Catalogue of Life.